# NGC 6269
NGC 6269 is een elliptisch sterrenstelsel in het sterrenbeeld Hercules. Het hemelobject werd op 28 juni 1864 ontdekt door de Duitse astronoom Albert Marth.

## Synoniemen
- UGC 10629
- MCG 5-40-12
- ZWG 169.19
- NPM1G +27.0550
- PGC 59332